# Université du Danemark du Sud
L'université du Danemark du Sud (en danois : Syddansk Universitet) est une université publique qui possède six campus dans des villes du Danemark du Sud à Odense, à Esbjerg, à Kolding, à Sønderborg, à Slagelse, et à Copenhague. L'établissement propose une formation en langue et cultures françaises.

## Collection scientifique
L'université du Danemark du Sud a la particularité de posséder la plus grande collection de cerveaux humains au monde. Le psychiatre Erik Stromgren commença la collection en prélevant des cerveaux lors d'autopsies de patients décédés dans des établissements psychiatriques,.